# 周二珂
周二珂（1995年1月6日—），原名周可，為中國网络主播、歌手，出生于广东省湛江市赤坎區。其曾經就讀北京現代音樂學院爵士演唱系(2015年2月退學)。
她最初作為斗鱼TV女主播，曾經與当时的陈一发、大表姐、冯提莫一起被称作“斗鱼F4”，随后她跳槽到熊猫TV。2016年11月22日，熊猫主播二珂正式签约香蕉计划，成为转型艺人的主播，實況內容為唱歌或玩遊戲，喜愛抒情歌，喜歡宫崎駿、動漫、電影、潤娥、王力宏、ONE PIECE、宅和音樂。2018年3月1日，她结束与香蕉娱乐的合约，返回斗鱼。現活躍於直播平台鬥魚直播。3月1日将在英雄联盟板块进行首播。
2018年4月16日，赵钶、二珂最新合作单曲《匆匆》首发上线於网易云音乐。
2018年7月21日，二珂的新EP专辑《孤独她呀》在网易云独家上线，包含两首歌曲《孤独她呀》和《藏着》。
2018年 8月10日，二珂为网络剧《仅剩一口的青春》演唱主题曲《多遥远》。
2019年1月17日，二珂的新专辑《我只是在睡前想了一下你》QQ音乐、酷狗音乐、酷我音乐、网易云音乐全网上线。
2019年1月21日，二珂为网络剧《独家记忆》插曲《谁的现在没有藏着过往》。3月5日，二珂新专辑《晴朗》网易云音乐、QQ音乐全网上线。
2019年7月18日，二珂为电影《非常替身》演唱主题曲《非常替身》。
2019年10月11日，二珂2019新专辑主打歌《复乐园》在众多期待中终于揭开了面纱，10月11日单曲上线，14日MV完整版曝光。
入选福布斯中國30岁以下精英榜（遊戲類）。

## 公開演出
| 日期           | 主題                               | 地點                 |
| -------------- | ---------------------------------- | -------------------- |
| 2017年4月23日  | 香蕉計劃B.I.G嘉年華主舞台          | 上海世博公園         |
| 2017年9月14日  | 首張專輯第一首單曲“櫻花粉的浪漫”   | 香蕉计划集团有限公司 |
| 2017年9月21日  | 首張專輯第二首單曲“三角題”         | 香蕉计划集团有限公司 |
| 2017年10月12日 | 首張專輯第三首單曲“帶著音樂去旅行” | 香蕉计划集团有限公司 |
| 2018年3月1日   | 回归斗鱼直播                       | 斗鱼直播平台         |

## 專輯
| 出版日期       | 名稱           | 出版社               |
| -------------- | -------------- | -------------------- |
| 2017年10月11日 | 帶著音樂去旅行 | 香蕉計畫集團有限公司 |
| 2019年10月14日 | 复乐园         | LIVE MUSIC           |